# Liste der Enquete-Kommissionen des Bayerischen Landtags
Die Liste der Enquete-Kommissionen des Bayerischen Landtags erfasst die Enquete-Kommissionen, die der Bayerische Landtag seit 1987 eingesetzt hat. Auf Antrag eines Fünftels der Abgeordneten muss gemäß § 25a der bayerischen Verfassung eine Enquete-Kommission eingerichtet werden. Ein Bericht der Kommission soll so rechtzeitig vorgelegt werden, dass darüber bis zum Ende der Legislaturperiode eine Aussprache im Plenum erfolgen kann.
Seit 1987 gab es sechs Enquete-Kommissionen (Stand: 18. Dezember 2017) zu folgenden Themen (in Klammern die Dauer von der Einsetzung bis zum Abschlussbericht bzw. abschließende Landtagsdebatte zu demselben):
1. AIDS (1987–1989)[2]
2. Reform des Föderalismus – Stärkung der Landesparlamente (1999–2001)[3]
3. Mit neuer Energie in das neue Jahrtausend (1999–2003)[4]
4. Jungsein in Bayern – Zukunftsperspektiven für die kommenden Generationen (2005–2008)[5]
5. Gleichwertige Lebensverhältnisse in ganz Bayern (seit 2014)[6]
6. Integration in Bayern aktiv gestalten und Richtung geben (seit 2016)[7]